# Heinrich Blochmann

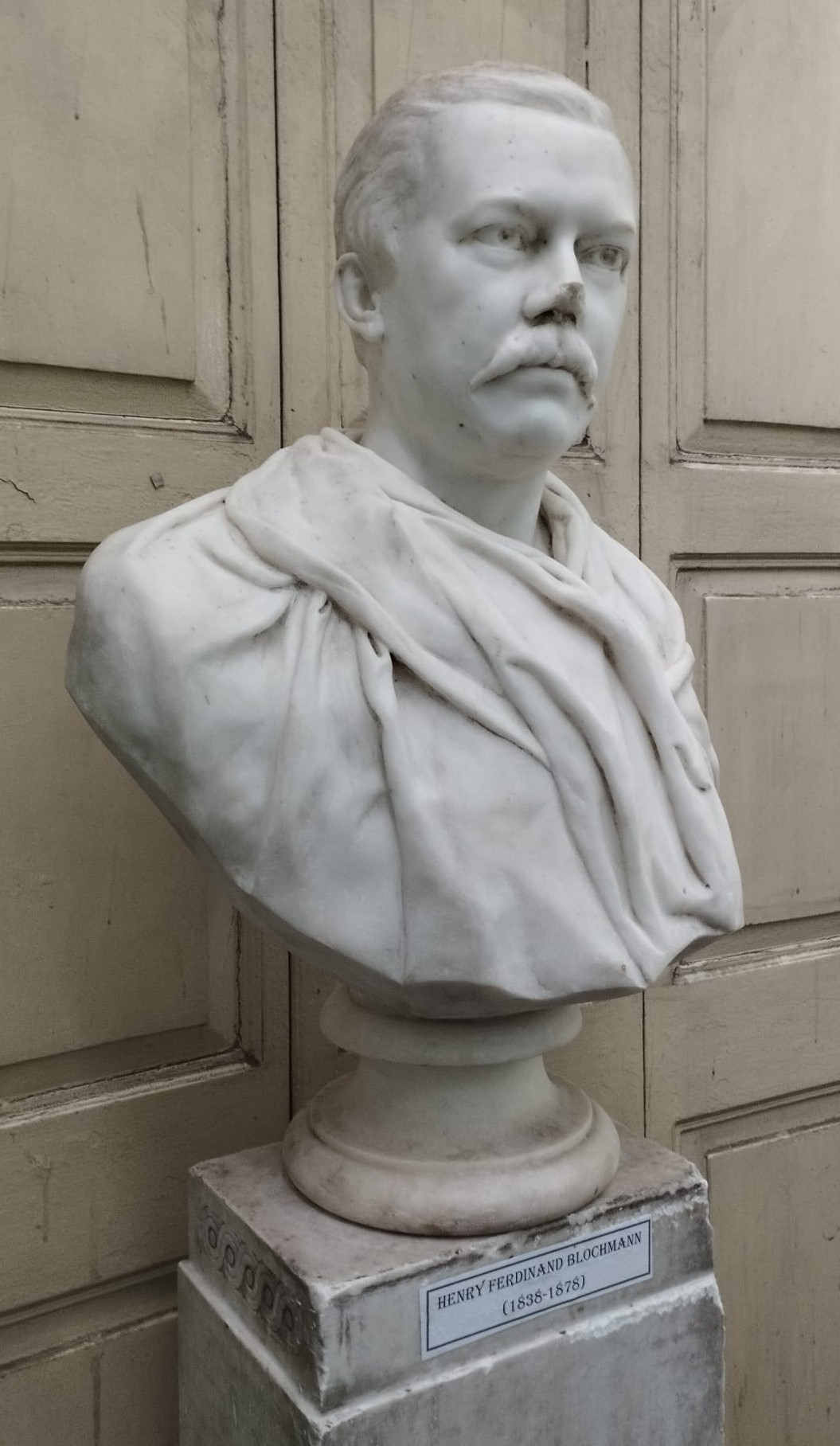
Heinrich Ferdinand Blochmann (1838–1878), Büste in der Asiatic Society Kalkutta

Heinrich Blochmann (* 8. Januar 1838 in Dresden; † 13. Juli 1878 in Kalkutta) war ein deutscher Orientalist und Hochschullehrer in Indien.

## Leben

### Herkunft und Studium
Heinrich Blochmann stammte großväterlicherseits aus einer Pastorenfamilie und war der Sohn des Druckereibesitzers Ernst Ehrenfried Blochmann (1789–1862) und somit Neffe von dessen drei Brüdern: des Pädagogen und Pestalozzi-Schülers Karl Justus Blochmann, des Ingenieurs und Unternehmers Rudolf Sigismund Blochmann sowie des Landwirts und Agrarschriftstellers Heinrich August Blochmann.
Nach dem Besuch der Kreuzschule studierte Blochmann ab 1855 Orientalistik Hebräisch und Persische Sprache bei Heinrich Leberecht Fleischer an der Universität Leipzig. 1857 wurde er Mitglied der pflichtschlagenden Verbindung Corps Lusatia Leipzig. Er machte sich um die Nachwuchswerbung verdient und brachte u. a. Richard Andree zum Corps. Er focht 5 Mensuren, davon eine PP-Suite. 1857 setzte er sein Studium an der Universität Paris kurzzeitig bei Karl Benedikt Hase fort.

### Weggang nach Indien
Aufgrund seines Interesses an Indien ging Blochmann 1858 nach England. Dort trat er, da er keine Mittel hatte, um auf andere Weise nach Indien reisen zu können, in die Britisch-Indische Armee ein, um als einfacher Soldat an den Ort seines wissenschaftlichen Interesses zu gelangen. Insofern folgte er dem Beispiel des französischen Philologen Abraham Hyacinthe Anquetil-Duperron fast genau 100 Jahre vor ihm (1754). Schon während der Überfahrt wurden seine besonderen Sprachkenntnisse bekannt. In Indien angekommen wurde er im Fort William College mit Büroarbeiten betraut und gab Persischunterricht. Nach einigen Monaten erwirkte er seinen Abschied aus der Armee und wurde Dolmetscher bei der Peninsular and Oriental Steam Navigation Company.

### Professor und Schulleiter in Kolkata
Auf Vermittlung seines neu gewonnenen Freundes und Förderers, Captain William Nassau Lees (1825–1889), wurde Blochmann mit nur 22 Jahren Assistenzprofessor für Arabisch und Persisch an der 1781 von Warren Hastings gegründeten und von Nassau Lees geleiteten Madrasa in Kalkutta (seit 2007 Aliah University).

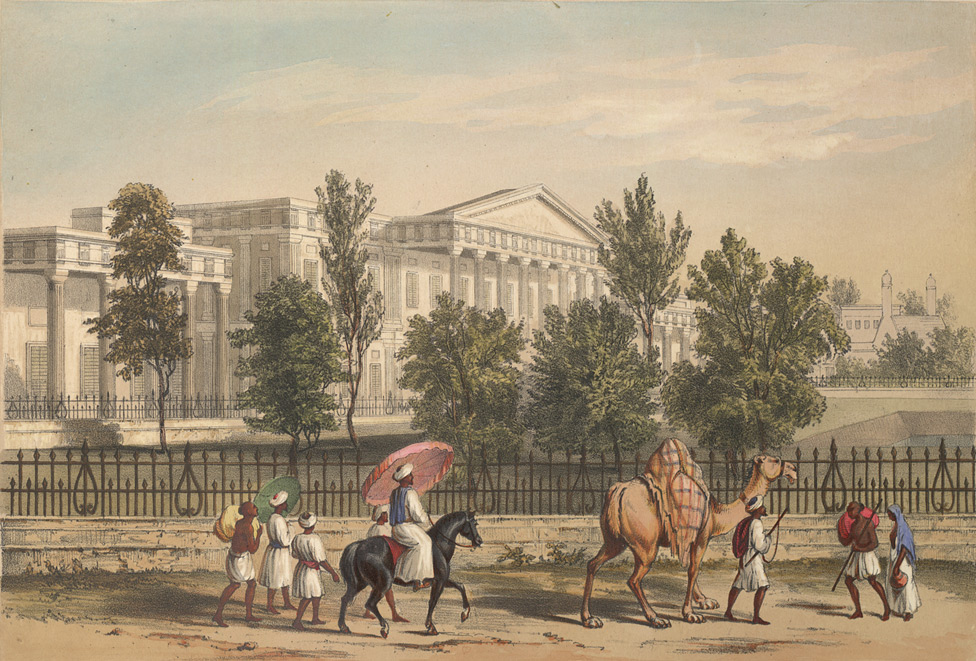
Charles D’Oyly: Kolkata Alia Madrasah, 1848

1861 erwarb Blochmann im Prüfungsfach Hebräisch den MA und den LLD von der 1857 neu gegründeten University of Calcutta. 1862 ließ er nach dem Tod des Vaters seinen jüngsten Bruder nach Indien nachkommen, der später als Kanalbauingenieur im Panjab tätig war. Von 1862 bis 1864 war er Prorektor und Professor der Mathematik am Doveton College in Kalkutta. 1865 wurde er an die Calcutta Madrasah (heute Aliah University) berufen. Als Nachfolger von William Nassau Lees wurde er nach dessen Weggang im Jahr 1869 ein Jahr später (1870) Leiter (Principal) des Instituts, die im Gegensatz zu ihrer traditionell-religiös-konservativ geführten Mitbewerberin, der Hoogli Madrasah, unter seiner Leitung dank des modernen Unterrichtsmodells trotz Bedenken seitens einiger muslimischen Kollegen starken Zuwachs verzeichnete. Die Schülerzahlen stiegen in den Jahren von 1872 bis 1875 von rund 400 Schülern auf rund 700. Neben dem Unterricht in den Fächern Literatur, Geographie und Geschichte führte er auch das deutsche Turnen in der Madrasah ein. Bis zu seinem Tod blieb er in dieser Stellung tätig.
Abgesehen von einigen archäologischen Forschungsreisen ins Inland und nach Britisch-Burma (heute Myanmar) blieb er seit 1865 in Kolkata.

### Herausgeber und Übersetzer
Blochmann übersetzte viele Werke aus dem Arabischen und aus dem Persischen in die englische Sprache und beschäftigte sich eingehend mit der politischen und sozialen Geschichte des Islams in Indien. Er war ab 1864 Mitglied und seit 1868 philologischer Sekretär der Asiatic Society of Bengal. „Kein Mitglied arbeitete ernsthafter, energischer oder kontinuierlicher für die Asiatic Society; keiner hatte vergleichbare Erfahrung im Amt. In jeder Abteilung der Asiatic Society – sei es bei der Herausgabe der Publikationen, bei der Führung des Briefverkehrs, der Überwachung der Finanzen, der Anordnung der Bibliothek – übernahm er freudig die wichtigsten Aufgaben und oft genug die Hauptarbeit.“

### Familie und Tod
Heinrich Blochmann war seit 1861 mit einer Irin verheiratet. Sie hatten vier Kinder, von denen ihn drei überlebten.
Heinrich Blochmann wurde nur 40 Jahre alt. Als Todesursache wurden Diabetes und eine Nierenentzündung diagnostiziert, sein Biograph Henry Beveridge spricht von „Überarbeitung“ und dem „erschöpfenden Klima“.

## Grab und Gedenken
Blochmanns Grab wurde 2014 aufgefunden, „wenn auch in einem Zustand des Verfalls und halb verborgen unter allerhand Abfall“. Die Originalinschrift lautete: „Sacred to the memory of Henry J. Blochmann, Principal of the Calcutta Madrasa and Member of the Asiatic Society of Bengal, born 7th January 1828, died 13th July 1878. The spirit says they rest from their labours.“
Im Zuge der Suche kam auch seine lange verschollen geglaubte Büste zum Vorschein. Einer Beschreibung aus dem Jahr 1897 zufolge gab es in den Räumen der Asiatic Society in Kolkata eine Marmorbüste des britischen Künstlers Edwin Roscoe Mullins (1848–1907) aus dem Jahr 1880. Die Büste wurde tatsächlich 2015 in den Räumen der Bibliothek in einem Schrank wiedergefunden und restauriert; sie zeigt „einen gut aussehenden jungen Mann, sauber rasiert und mit kurzem Haar – alles andere als ein typisch viktorianischer Professor“.
In zentraler Lage Kolkatas, in der Nähe des Indian Museum und des Maulana Azad College liegt die nach ihm benannte Blochmann Street.

## Zitate
„Bei aller Gelehrsamkeit war Blochmann der bescheidenste Mensch und offen für Kritik und Korrekturen.“

„Es heißt, dass sich bei der Prüfung in Hebräisch, das er für sein Examen gewählt hatte, herausstellte, dass die Prüfer, die man nur nach einiger Mühe gefunden hatte, zugeben mussten, dass der Prüfling weit besser mit der Sprache vertraut war als sie selbst.“

„Blochmann gilt heute als die »überragende Gestalt« im Bereich der Mogul-Studien, der einen Großteil des Āʾīn-i Akbarī, der Chronik des Kaisers Akbar, übersetzt hat und die führende Autorität für das mittelalterliche muslimische Indien war.“

## Schriften

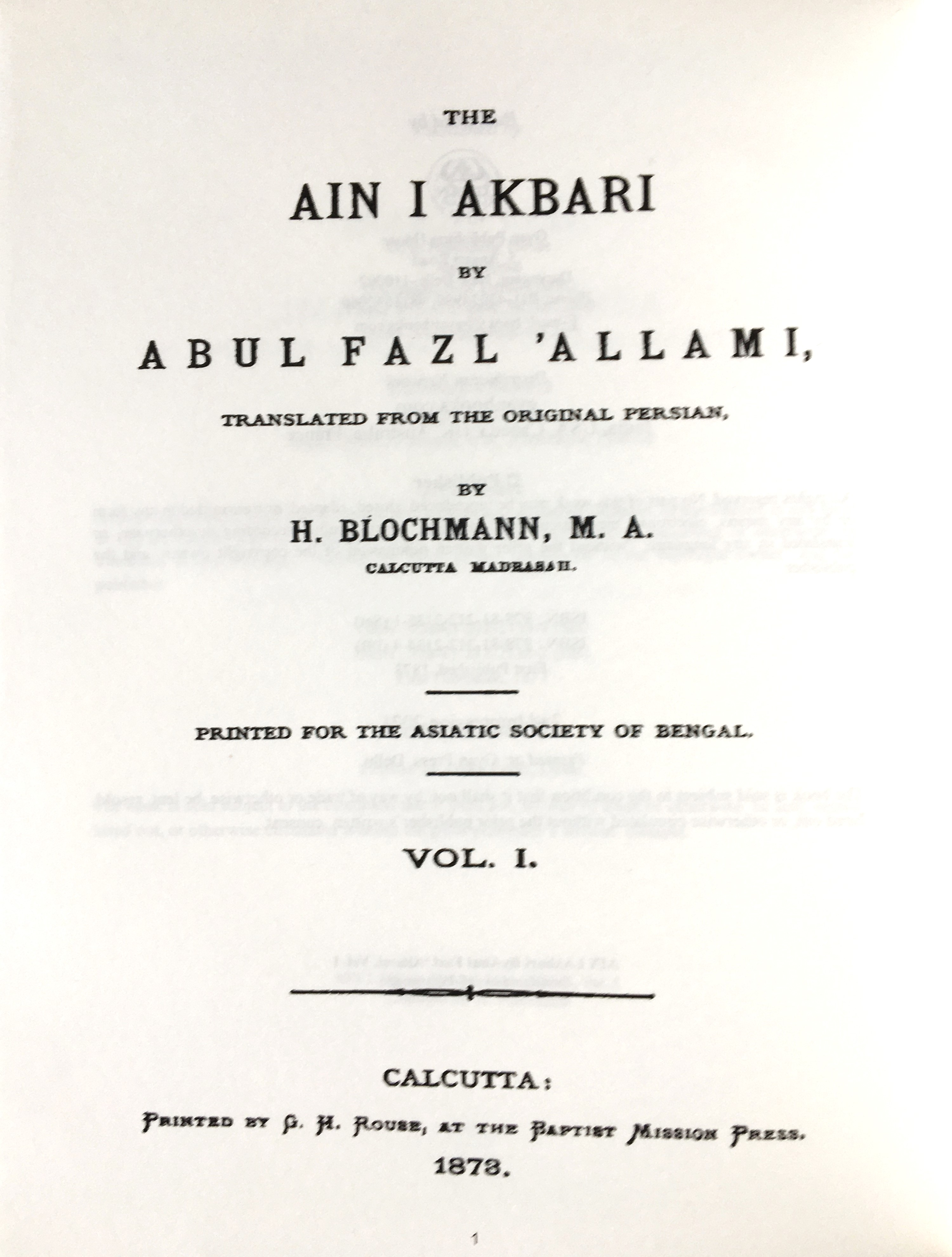
Titelseite der englischen Ausgabe von Abul Fazl Allami's "Ain-i Akbari" durch Heinrich Blochmann (1873)

- Contributions to Persian lexicography, 1868 (Digitalisat).
- The prosody of the Persians according to Saifi, Jami and other writers, 1872.
- Contributions to the geography and history of Bengal: Muhammedan period, 1873.
- Eine chronologische Aufstellung der von Blochmann seit 1866 verfassten Werke finden sich im Index to the Papers and Contributions to the Asiatic Researches and the Journal and Proceedings of the Asiatic Society of Bengal, Appendix D, S. 115–117 Digitalisat

## Übersetzungen aus dem Persischen ins Englische
- Allāmī Abūʼl-Fadl: The Ain-i Akbari (1873)